# Iso Nuoluanjärvi
Iso Nuoluanjärvi är en sjö i Finland. Den ligger i kommunen Limingo i landskapet Norra Österbotten, i den centrala delen av landet, 500 km norr om huvudstaden Helsingfors. Iso Nuoluanjärvi ligger 47 meter över havet. Arean är 82,5 hektar och strandlinjen är 4,37 kilometer lång. Sjön  ingår i Temmesjokis huvudavrinningsområde.   I omgivningarna runt Iso Nuoluanjärvi växer i huvudsak blandskog.